# Каис Годбан
Каис Годбан (рођен 7. јануара 1976. у Мсакену, Тунис) је бивши професионални фудбалер и репрезентативац Туниса. Играо је на позицији везног играча.
Наступио је за репрезентацију Туниса на Светском првенству у фудбалу 2006. у Немачкој. 